# Petter Stordalen
Petter Anker Stordalen (Porsgrunn, 29 novembre 1962) è un imprenditore norvegese, miliardario, proprietario di hotel e centri commerciali e autoproclamato ambientalista. Ha un patrimonio netto stimato di 1,3 miliardi di dollari derivante da investimenti in hotel, centri commerciali e proprietà. Stordalen possiede Strawberry, un gruppo aziendale composto da dieci società nel settore immobiliare, finanziario, alberghiero e artistico. Attraverso Strawberry Hospitality Group, Stordalen possiede Nordic Choice Hotels, composto da oltre 200 hotel e impiega 17.000 persone.  Nelle fasi successive della sua carriera, Stordalen ha perseguito una serie di attività filantropiche insieme a sua moglie, medico e ambientalista Gunhild Anker Stordalen, donando ingenti somme di denaro a varie organizzazioni di beneficenza nell'ambito dei programmi sul cambiamento climatico e di ricerca scientifica attraverso la Fondazione Stordalen, fondata nel 2011. È comproprietario di Sunclass Airlines dal 2019.

## Biografia
Stordalen è nato a Porsgrunn nel Telemark, in Norvegia, dal droghiere Knut Anker Stordalen (1933–94) e Kari Stordalen. All'età di dieci anni iniziò ad aiutare nel negozio di alimentari del padre e a dodici anni cominciò a vendere fragole al mercato locale. Ha già mostrato il suo acume per gli affari, essendo stato nominato "il miglior venditore di fragole della Norvegia" nel giornale locale, Porsgrunns Dagblad, nel 1974, battendo la concorrenza di donne del mercato di 50-60 anni. Dopo il liceo ha frequentato Kjøpmannsinstituttet per un anno, ha poi gestito il negozio di suo padre per un breve periodo prima di andare alla Norwegian School of Marketing.

## Carriera

### Centri commerciali
A 24 anni ha rilevato quello che all'epoca era il più grande centro commerciale della Norvegia, il City Syd, a Trondheim. Era il più giovane gestore di centri commerciali del paese. Dopo aver registrato profitti record al City Syd, divenne direttore della proprietà nella società Made in di Atle Brynestad. In qualità di direttore della proprietà, Stordalen è stato l'architetto dietro la conversione dell'ex area del mercato nel centro di Trondheim e il rilancio del centro commerciale Liertoppen fuori Oslo. È stato anche incaricato di occuparsi del marchio Bik Bok.
A seguito di una serie di transazioni all'interno del sistema Brynestad, Stordalen, all'età di 29 anni, si è ritrovato un dipendente della società di sviluppo immobiliare di Realkreditt (in seguito DnB). Insieme a un gruppo di investitori, Stordalen acquistò lo storico grande magazzino Steen & Strøm nel centro di Oslo. Il gruppo ha recuperato l'investimento di 20 milioni di NOK nei primi cinque giorni dalla riapertura. L'acquisto di Steen & Strøm segnò l'inizio di un'ondata di acquisizioni e nell'arco di tre anni la nuova società, Steen & Strøm Invest, divenne il più grande detentore di immobili commerciali del paese.  L'espansione è durata fino al 1996, quando Stordalen ha avuto un litigio con il maggiore azionista, Stein Erik Hagen, e gli è stato chiesto di lasciare la sua posizione di CEO.

### Hotel
Dopo aver lasciato Steen & Strøm Invest, Stordalen si è messo in proprio collaborando con l'investitore Christen Sveaas. Nell'ottobre 1996 i due hanno acquistato il 68% delle azioni nelle operazioni scandinave di Choice Hotels per 100 milioni di NOK. All'epoca la catena era composta da 8 hotel in tutta la Scandinavia. In seguito all'acquisizione, Stordalen ha iniziato la sua espansione, seguendo lo stesso modello di Steen & Strøm Invest, acquistando la catena alberghiera svedese Home e la società alberghiera norvegese InterNor, e rilevando in Borsa Choice Hotels Scandinavia. Durante un periodo di tre anni, Choice Hotels Scandinavia ha acquistato, in media, un nuovo hotel a settimane alterne e ha aggiunto 50 persone al libro paga ogni 10 giorni.  Nel dicembre 1997 Sveaas vendette la sua quota del 37% di una catena di 77 hotel. Nel 1999 Christian Ringnes e la sua società Eiendomsspar hanno acquisito una quota del 35% in Choice Hotels Scandinavia. Dopo una breve lotta per il potere, Ringnes ha ceduto e Stordalen ha consolidato il suo controllo sulla società. Lo stesso anno Stordalen acquisì anche diversi hotel svedesi e danesi, tra cui la compagnia alberghiera danese Nordisk Hotel Group, Yacht Club Stenungsbaden e Stockholm Globe Hotel.  A cavallo del millennio, all'età di 37 anni, Stordalen divenne un miliardario (in corone norvegesi).

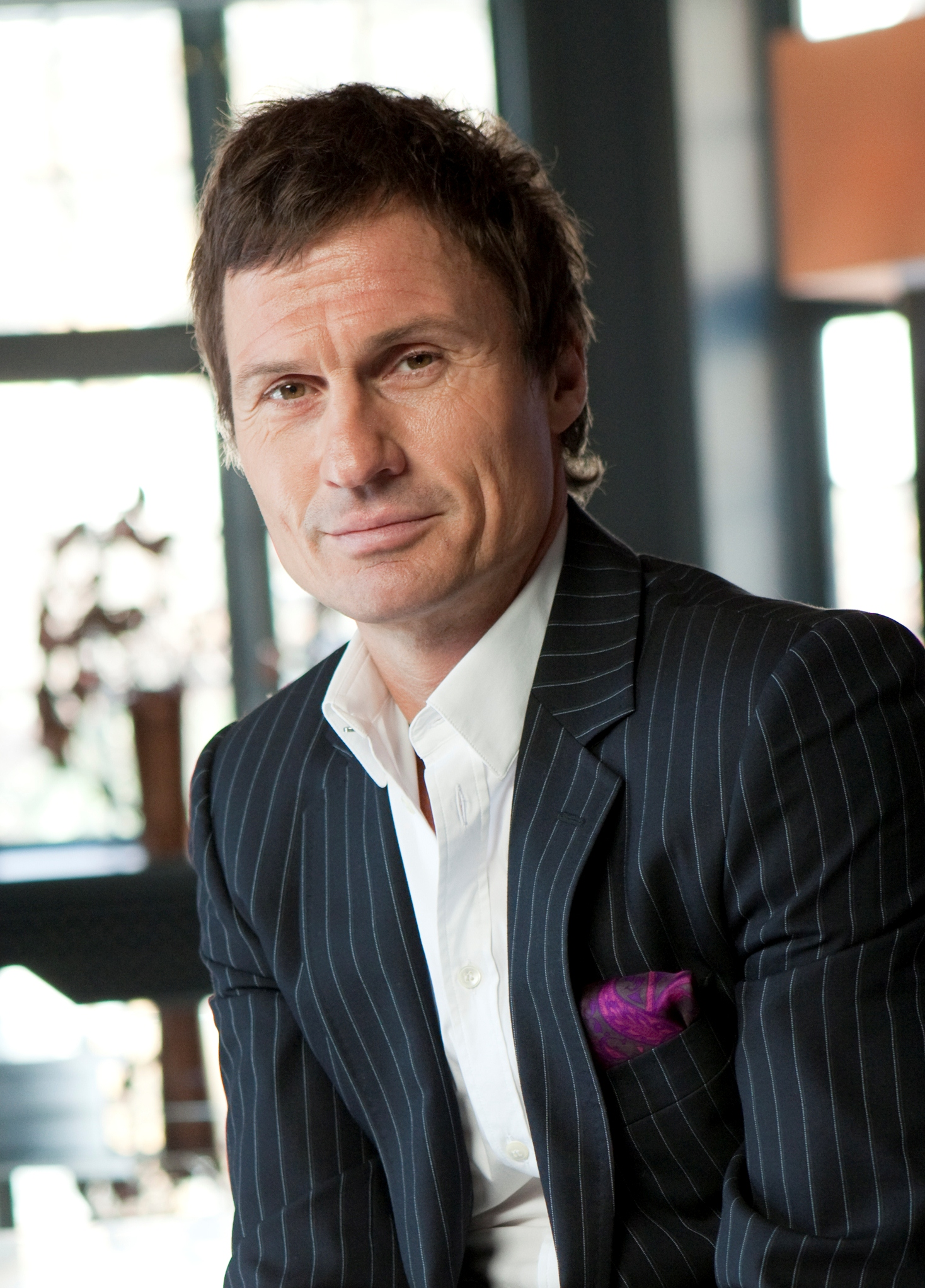
Stordalen nel 2009

Nel 2012 Stordalen ha aperto il suo hotel più grande, il Clarion Post Hotel da 500 camere e 40.000 metri quadrati a Göteborg, in Svezia. All'inaugurazione 10.000 abitanti di Göteborg si sono riuniti per assistere a uno spettacolo di luci e fuochi d'artificio che includeva anche Stordalen mentre saliva verso la cima dell'hotel suonando la batteria all'interno di una palla da discoteca di 6 metri per 6. Nel 2022, Stordalen ha aperto il Somerro Hotel in stile art déco di 231 camere a Oslo, costruito dall'ufficio degli anni '30 che in precedenza apparteneva a Oslo Lysverker, la compagnia elettrica della città. L'hotel è il primo a Oslo a disporre di una piscina e di una terrazza sul tetto ed è situato a Frogner, uno dei quartieri più antichi di Oslo. L'hotel dispone anche di un cinema, numerosi ristoranti e bar, una biblioteca e una sauna.

### Da azienda pubblica ad azienda privata
Nel 2000 Stordalen ha costituito la società Home Invest, costituita dalle proprietà precedentemente di proprietà di Choice Hotels Scandinavia.  La società è diventata pubblica, ma è stata cancellata dalla quotazione nel 2001. Nel 2003 Choice Hotels Scandinavia ha acquistato azioni del proprietario e immobiliarista Capona.  Nel 2004 Home Invest ha venduto 19 proprietà alberghiere a Capona con liquidazione in azioni che gli hanno conferito una quota di maggioranza.  Nel 2006 Capona cambia nome in Home Properties. Nel 2005 Home Invest ha acquistato le rimanenti azioni di Choice Hotels Scandinavia e ha cancellato la società dalla quotazione. Nel 2006 Home Properties ha scorporato Home Capital come società di investimento e l'ha quotata alla First North Stock Exchange di Stoccolma. Nel 2007, "Stordalen's Home Invest" ha acquisito tutte le azioni di Home Capital e ha cancellato la società dalla quotazione. Nel 2009, Stordalen ha fatto lo stesso con Home Properties. Nel 2019, Nordic Choice Hotels ha acquisito Kämp Collection Hotels.

## Opere
- Jeg skal fortelle deg min hemmeghet, 2015 ISBN 9789188123046

## Vita privata
Nel 2010 Stordalen ha sposato Gunhild Anker Stordalen, medico ed ex modella. Hanno avuto tre figli: Emilie, Henrik e Jakob. Il matrimonio da 35 milioni di corone norvegesi (5 milioni di dollari) si è tenuto in Marocco il 12 giugno 2010, rendendolo il matrimonio più costoso della Scandinavia.  Il trattamento sontuoso degli ospiti includeva il noleggio di un aereo e l'affitto di tutte le stanze di La Mamounia, uno dei migliori hotel di lusso del mondo. La cerimonia è stata officiata da Bob Geldof davanti a 240 delle celebrità più importanti della Norvegia, dalla finanza alle arti. Il matrimonio ha ricevuto l'attenzione della stampa normalmente riservata ai matrimoni reali. Da allora la coppia è stata soprannominata Bill e Melinda Gates della Norvegia dai tabloid norvegesi per la loro combinazione di affari e filantropia.  Nel novembre 2019 la coppia ha annunciato di separarsi.
Stordalen vive a Oslo in una villa chiamata Pausvillan a Bygdøy e possiede proprietà nelle montagne norvegesi e vicino a Kristiansand. Stordalen affitta anche un appartamento a Stoccolma. Ha una relazione con l'ex pilota svedese Märta Elander Wistén. 

Dopo la sparatoria a Utøya, il 22 luglio 2011, Stordalen ha donato 5 milioni di NOK alla Norwegian Workers 'Youth League per ricostruire il campo estivo.